# Azendohsaure
L'azendohsaure (Azendohsaurus, 'rèptil d'Azendoh') és un gènere representat per una única espècie d'arcosauromorf, que visqué a la fi del període Triàsic, fa aproximadament 223 milions d'anys, en el Carnià, en el que és avui el Marroc. L'azendohsaure feia d'1,8 metres de llarg i 0,6 d'alt, pesant 50 quilograms. Fou un herbívor totalment bípede amb llarg coll i cua.
L'azendohsaure fou trobat en la Formació Argana, en els Muntis Atles, al Marroc. Els primers ossos fòssils consten d'una mandíbula parcial amb dents, després s'ha trobat material post cranial, com a vèrtebres presacras, elements de la cintura pectoral i parts dels membres prop del material del crani. El seu nom de gènere es deu a la vila d'Azendoh, propera al lloc de la troballa.
Basat solament en les restes cranials, fou considerat al principi proper al fabrosaure, ràpidament l'hi col·loca dins dels sauropodomorfs basals i probablement en els prosauròpodes, inclusivament en una família juntament amb el tecodontosaure. Es postulà que fos un nexe entre ornitisquis] i els sauropodomorfs, cosa que fou ràpidament refutada per nous descobriments, que fins i tot feien dubtar que es tractés d'un dinosaure. Entre aquests caràcters es troba la posició de l'articulació del fèmur amb l'acetàbul, l'ílion no perforat, la cambra trocante molt en proximal i l'absència de la fossa breu en l'ílion. Per poder esclarir aquesta situació es necessitaria un exemplar articulat.